# Молодіжний чемпіонат Південної Америки з футболу 2019
Молодіжний чемпіонат Південної Америки з футболу 2019 року (ісп. CONMEBOL Sudamericano Sub-20 2019) — 29-ий розіграш молодіжного чемпіонату Південної Америки з футболу, який проходив під егідою КОНМЕБОЛ у Чилі з 17 січня 10 лютого 2019 року.
Чотири найкращі команди кваліфікувались на молодіжний чемпіонат світу 2019 року в Польщі, а три найкращі команди, а також Перу як господар, кваліфікувались на Панамериканські ігри 2019..
Молодіжна збірна Еквадору виграла свій перший титул, Аргентина стала другою, а Уругвай, який захищав титул, став третім.

## Команди
Усі десять молодіжних збірних, що входять до КОНМЕБОЛ, взяли участь у турнірі.
| Збірна    | Участей | Найкраще досягнення                |
| --------- | ------- | ---------------------------------- |
| Аргентина | 27      | Чемпіон (5 разів, востаннє 2015)   |
| Болівія   | 24      | 4 місце (2 рази, востаннє 1983)    |
| Бразилія  | 28      | Чемпіон (11 разів, востаннє 2011)  |
| Чилі      | 29      | Фіналіст (1975)                    |
| Колумбія  | 27      | Чемпіон (3 рази, востаннє 2013)    |
| Еквадор   | 24      | Фіналіст (2017)                    |
| Парагвай  | 27      | Чемпіон (1971)                     |
| Перу      | 28      | 3-тє місце (2 рази, востаннє 1971) |
| Уругвай   | 28      | Чемпіон (8 разів, востаннє 2017)   |
| Венесуела | 25      | 3 місце (2 рази, востаннє 2017)    |

## Стадіони
Матчі проводились на трьох стадіонах у трьох містах:
| Ранкагуа                                                                | Куріко                                                                  | Талька                                                                  | Ранкагуа Талька Куріко |
| ----------------------------------------------------------------------- | ----------------------------------------------------------------------- | ----------------------------------------------------------------------- | ---------------------- |
|                                                                         |                                                                         |                                                                         | Ранкагуа Талька Куріко |
| «Ель Теньєнте»                                                          | «Ла Гранха»                                                             | «Фіскаль де Талька»                                                     | Ранкагуа Талька Куріко |
| Місткість: 13,489                                                       | Місткість: 8,278                                                        | Місткість: 16,000                                                       | Ранкагуа Талька Куріко |
| 34°10′40″ пд. ш. 70°44′16″ зх. д. / 34.177764° пд. ш. 70.737719° зх. д. | 34°58′28″ пд. ш. 71°13′47″ зх. д. / 34.974444° пд. ш. 71.229722° зх. д. | 35°25′11″ пд. ш. 71°40′26″ зх. д. / 35.419722° пд. ш. 71.673889° зх. д. | Ранкагуа Талька Куріко |

## Склади
Гравці, народжені 1 січня 1999 року або пізніше, мали право брати участь у змаганнях. Кожна команда мала зареєструвати заявку з 23 гравців (троє з яких повинні бути воротарями).

## Арбітри
| - Фернандо Рапалліні - Помічник арбітра 1: Есек'єль Браїловскі - Помічник арбітра 2: Габріель Чаде - Гері Варгас - Помічник арбітра 1: Хосе Антело - Помічник арбітра 2: Едвар Сааведра - Рафаель Клаус - Помічник арбітра 1: Клебер Люсіо Жіл - Помічник арбітра 2: Бруно Пірес - П'єро Маса - Помічник арбітра 1: Клаудіо Ріос - Помічник арбітра 2: Хосе Ретамаль - Ніколас Галло - Помічник арбітра 1: Джон Александер Леон - Помічник арбітра 2: Вільмар Наварро | - Карлос Орбе - Помічник арбітра 1: Хуан Карлос Масіас - Помічник арбітра 2: Рікардо Барен - Маріо Діас де Вівар - Помічник арбітра 1: Роберто Каньєте - Помічник арбітра 2: Даріо Гаона - Хоель Аларкон - Помічник арбітра 1: Віктор Раес - Помічник арбітра 2: Мікаель Оруе - Леодан Гонсалес - Помічник арбітра 1: Річард Трінідад - Помічник арбітра 2: Карлос Баррейро - Алексіс Еррера - Помічник арбітра 1: Карлос Александер Лопес - Помічник арбітра 2: Хорхе Уррего |

Додаткові арбітри
| - Факундо Тельйо (Перший етап) - Іво Мендес (Фінальний етап) - Крістіан Гарай - Помічник арбітра: Клаудіо Уррутія (Фінальний етап) - Помічник арбітра: Алехандро Моліна (Фінальний етап) | - Арнальдо Саманієго (Фінальний етап) - Дієго Харо (Фінальний етап) |

## Жеребкування
Жеребкування турніру відбулося 6 листопада 2018 року о 14:15 за Чилійським часом (UTC−3) у Муніципальному театрі в Ранкагуа. Десять команд були об'єднані у дві групи по п'ять збірних. Господарі Чилі та захисник титула Уругвай були посіяні відповідно до групи А та групи В під 1 номером у своїх групах, тоді як решта команд були розміщені у чотирьох «кошиках» відповідно до їх результатів у попередньому турнірі 2017 року (місця показано в дужках).
| Сіяні                                                                               | Кошик 1                       | Кошик 2                        | Кошик 3                       | Кошик 4                   |
| ----------------------------------------------------------------------------------- | ----------------------------- | ------------------------------ | ----------------------------- | ------------------------- |
| - Чилі (9) (Господар, автоматично A1) - Уругвай (1) (Захист титулу, автоматично B1) | - Еквадор (2) - Венесуела (3) | - Аргентина (4) - Бразилія (5) | - Колумбія (6) - Парагвай (7) | - Болівія (8) - Перу (10) |

## Перший етап
Три найкращі команди в кожній групі проходили до фінального етапу.
Вказано місцевий час (UTC−3).

### Група A
| Поз | Команда   | І | В | Н | П | ГЗ | ГП | РГ | О | Кваліфікація   |
| --- | --------- | - | - | - | - | -- | -- | -- | - | -------------- |
| 1   | Венесуела | 4 | 3 | 0 | 1 | 5  | 3  | +2 | 9 | Фінальний етап |
| 2   | Бразилія  | 4 | 2 | 1 | 1 | 3  | 2  | +1 | 7 | Фінальний етап |
| 3   | Колумбія  | 4 | 2 | 1 | 1 | 2  | 1  | +1 | 7 | Фінальний етап |
| 4   | Чилі (H)  | 4 | 1 | 1 | 2 | 3  | 4  | −1 | 4 |                |
| 5   | Болівія   | 4 | 0 | 1 | 3 | 1  | 4  | −3 | 1 |                |

| 17 січня 2019 17:10 |

| Венесуела | 1–0      | Колумбія |
| --------- | -------- | -------- |
| Соса 68'  | Протокол |          |

| «Ель Теньєнте», Ранкагуа Арбітр: Фернандо Рапалліні (Аргентина) |

| 17 січня 2019 19:30 |

| Чилі           | 1–1      | Болівія |
| -------------- | -------- | ------- |
| Л. Аларкон 61' | Протокол | Вака 5' |

| «Ель Теньєнте», Ранкагуа Арбітр: Леодан Гонсалес (Уругвай) |

| 19 січня 2019 17:10 |

| Колумбія | 0–0      | Бразилія |
| -------- | -------- | -------- |
|          | Протокол |          |

| «Ель Теньєнте», Ранкагуа Арбітр: Леодан Гонсалес (Uruguay) |

| 19 січня 2019 19:30 |

| Чилі                 | 1–2      | Венесуела             |
| -------------------- | -------- | --------------------- |
| Т. Аларкон 3' (пен.) | Протокол | Варгас 8' Іріарте 50' |

| «Ель Теньєнте», Ранкагуа Арбітр: Маріо Діас де Вівар (Парагвай) |

| 21 січня 2019 17:10 |

| Колумбія   | 1–0      | Болівія |
| ---------- | -------- | ------- |
| Ангуло 62' | Протокол |         |

| «Ель Теньєнте», Ранкагуа Арбітр: Хоель Аларкон (Перу) |

| 21 січня 2019 19:30 |

| Бразилія              | 2–1      | Венесуела |
| --------------------- | -------- | --------- |
| Родріго Гоес 39', 80' | Протокол | Соса 90'  |

| «Ель Теньєнте», Ранкагуа Арбітр: Факундо Тельйо (Аргентина) |

| 23 січня 2019 17:10 |

| Болівія | 0–1      | Венесуела  |
| ------- | -------- | ---------- |
|         | Протокол | Варгас 19' |

| «Ель Теньєнте», Ранкагуа Арбітр: Карлос Орбе (Еквадор) |

| 23 січня 2019 19:30 |

| Чилі        | 1–0      | Бразилія |
| ----------- | -------- | -------- |
| Моралес 40' | Протокол |          |

| «Ель Теньєнте», Ранкагуа Арбітр: Леодан Гонсалес (Уругвай) |

| 25 січня 2019 17:10 |

| Бразилія            | 1–0      | Болівія |
| ------------------- | -------- | ------- |
| Лінкольн 25' (пен.) | Протокол |         |

| «Ель Теньєнте», Ранкагуа Арбітр: Факундо Тельйо (Аргентина) |

| 25 січня 2019 19:30 |

| Чилі | 0–1      | Колумбія     |
| ---- | -------- | ------------ |
|      | Протокол | Куеста 90+5' |

| «Ель Теньєнте», Ранкагуа Арбітр: Маріо Діас де Вівар (Парагвай) |

### Група B
| Поз | Команда   | І | В | Н | П | ГЗ | ГП | РГ | О | Кваліфікація   |
| --- | --------- | - | - | - | - | -- | -- | -- | - | -------------- |
| 1   | Еквадор   | 4 | 3 | 0 | 1 | 8  | 4  | +4 | 9 | Фінальний етап |
| 2   | Аргентина | 4 | 2 | 1 | 1 | 3  | 2  | +1 | 7 | Фінальний етап |
| 3   | Уругвай   | 4 | 2 | 0 | 2 | 4  | 3  | +1 | 6 | Фінальний етап |
| 4   | Парагвай  | 4 | 1 | 1 | 2 | 2  | 5  | −3 | 4 |                |
| 5   | Перу      | 4 | 1 | 0 | 3 | 2  | 5  | −3 | 3 |                |

| 18 січня 2019 17:10 |

| Еквадор                                   | 3–0      | Парагвай |
| ----------------------------------------- | -------- | -------- |
| - Ресабала 9', 44' - Альварадо 57' (пен.) | Протокол |          |

| «Фіскаль де Талька», Талька Арбітр: Гері Варгас (Болівія) |

| 18 січня 2019 19:30 |

| Уругвай | 0–1      | Перу                |
| ------- | -------- | ------------------- |
|         | Протокол | - Пачеко 52' (пен.) |

| «Фіскаль де Талька», Талька Арбітр: Ніколас Галло (Колумбія) |

| 20 січня 2019 17:10 |

| Парагвай       | 1–1      | Аргентина    |
| -------------- | -------- | ------------ |
| - Ньяманду 45' | Протокол | - Ромеро 29' |

| «Ла Гранха», Куріко Арбітр: Алексіс Еррера (Венесуела) |

| 20 січня 2019 19:30 |

| Уругвай                                  | 3–1      | Еквадор       |
| ---------------------------------------- | -------- | ------------- |
| - Давіла 30', 45+3' - Ск'яппакассе 90+3' | Протокол | - Кампана 34' |

| «Ла Гранха», Куріко Арбітр: Рафаель Клаус (Бразилія) |

| 22 січня 2019 17:10 |

| Аргентина | 0–1      | Еквадор         |
| --------- | -------- | --------------- |
|           | Протокол | - Альварадо 54' |

| «Фіскаль де Талька», Талька Арбітр: Гері Варгас (Болівія) |

| 22 січня 2019 19:30 |

| Парагвай    | 1–0      | Перу |
| ----------- | -------- | ---- |
| - Охеда 52' | Протокол |      |

| «Фіскаль де Талька», Талька Арбітр: П'єро Маса (Чилі) |

| 24 січня 2019 17:10 |

| Перу       | 1–3      | Еквадор                                    |
| ---------- | -------- | ------------------------------------------ |
| - Мора 24' | Протокол | - Ресабала 8' - Alvarado 18' - Кампана 58' |

| «Ла Гранха», Куріко Арбітр: Рафаель Клаус (Бразилія) |

| 24 січня 2019 20:45 |

| Уругвай | 0–1      | Аргентина    |
| ------- | -------- | ------------ |
|         | Протокол | - Мароні 67' |

| «Ла Гранха», Куріко Арбітр: Алексіс Еррера (Венесуела) |

| 26 січня 2019 17:10 |

| Аргентина             | 1–0      | Перу |
| --------------------- | -------- | ---- |
| - Ромеро 90+4' (пен.) | Протокол |      |

| «Фіскаль де Талька», Талька Арбітр: П'єро Маса (Чилі) |

| 26 січня 2019 19:30 |

| Уругвай            | 1–0      | Парагвай |
| ------------------ | -------- | -------- |
| - Ск'яппакассе 28' | Протокол |          |

| «Фіскаль де Талька», Талька Арбітр: Рафаель Клаус (Бразилія) |

## Фінальний етап
| Поз | Команда   | І | В | Н | П | ГЗ | ГП | РГ | О  | Кваліфікація                                                |
| --- | --------- | - | - | - | - | -- | -- | -- | -- | ----------------------------------------------------------- |
| 1   | Еквадор   | 5 | 3 | 1 | 1 | 6  | 2  | +4 | 10 | Молодіжний чемпіонат світу 2019 і Панамериканські ігри 2019 |
| 2   | Аргентина | 5 | 3 | 0 | 2 | 7  | 4  | +3 | 9  | Молодіжний чемпіонат світу 2019 і Панамериканські ігри 2019 |
| 3   | Уругвай   | 5 | 2 | 2 | 1 | 6  | 5  | +1 | 8  | Молодіжний чемпіонат світу 2019 і Панамериканські ігри 2019 |
| 4   | Колумбія  | 5 | 1 | 2 | 2 | 2  | 2  | 0  | 5  | Молодіжний чемпіонат світу 2019                             |
| 5   | Бразилія  | 5 | 1 | 2 | 2 | 3  | 5  | −2 | 5  |                                                             |
| 6   | Венесуела | 5 | 1 | 1 | 3 | 3  | 9  | −6 | 4  |                                                             |

| 29 січня 2019 17:30 |

| Бразилія | 0–0      | Колумбія |
| -------- | -------- | -------- |
|          | Протокол |          |

| «Ель Теньєнте», Ранкагуа Арбітр: Хоель Аларкон (Перу) |

| 29 січня 2019 19:50 |

| Еквадор                       | 2–1      | Аргентина     |
| ----------------------------- | -------- | ------------- |
| - Кампана 37' - Сіфуентес 73' | Протокол | - Альмада 26' |

| «Ель Теньєнте», Ранкагуа Арбітр: Арнальдо Саманієго (Парагвай) |

| 29 січня 2019 22:10 |

| Венесуела  | 1–1      | Уругвай       |
| ---------- | -------- | ------------- |
| - Макун 8' | Протокол | - Асеведо 76' |

| «Ель Теньєнте», Ранкагуа Арбітр: П'єро Маса (Чилі) |

| 1 лютого 2019 17:30 |

| Аргентина      | 1–0      | Колумбія |
| -------------- | -------- | -------- |
| - Альварес 42' | Протокол |          |

| «Ель Теньєнте», Ранкагуа Арбітр: Дієго Харо (Перу) |

| 1 лютого 2019 19:50 |

| Еквадор | 0–1      | Уругвай              |
| ------- | -------- | -------------------- |
|         | Протокол | - Батіста 61' (пен.) |

| «Ель Теньєнте», Ранкагуа Арбітр: Гері Варгас (Болівія) |

| 1 лютого 2019 22:10 |

| Венесуела         | 2–0      | Бразилія |
| ----------------- | -------- | -------- |
| - Уртадо 22', 87' | Протокол |          |

| «Ель Теньєнте», Ранкагуа Арбітр: Маріо Діас де Вівар (Парагвай) |

| 4 лютого 2019 17:30 |

| Бразилія                          | 2–3      | Уругвай                                              |
| --------------------------------- | -------- | ---------------------------------------------------- |
| - Лінкольн 68' - Луан Кандідо 83' | Протокол | - Гомес 58' - Ск'яппакассе 65' (пен.) - Гарсія 90+1' |

| «Ель Теньєнте», Ранкагуа Арбітр: Дієго Харо (Перу) |

| 4 лютого 2019 19:50 |

| Еквадор         | 1–0      | Колумбія |
| --------------- | -------- | -------- |
| - Кампана 90+4' | Протокол |          |

| «Ель Теньєнте», Ранкагуа Арбітр: П'єро Маса (Чилі) |

| 4 лютого 2019 22:10 |

| Венесуела | 0–3      | Аргентина            |
| --------- | -------- | -------------------- |
|           | Протокол | - Гайч 58', 64', 82' |

| «Ель Теньєнте», Ранкагуа Арбітр: Гері Варгас (Болівія) |

| 7 лютого 2019 17:30 |

| Аргентина                 | 2–1      | Уругвай              |
| ------------------------- | -------- | -------------------- |
| - Морено 24' - Мароні 46' | Протокол | - Ск'яппакассе 90+3' |

| «Ель Теньєнте», Ранкагуа Арбітр: Арнальдо Саманієго (Парагвай) |

| 7 лютого 2019 19:50 |

| Еквадор | 0–0      | Бразилія |
| ------- | -------- | -------- |
|         | Протокол |          |

| «Ель Теньєнте», Ранкагуа Арбітр: Іво Мендес (Болівія) |

| 7 лютого 2019 22:10 |

| Венесуела | 0–2      | Колумбія                |
| --------- | -------- | ----------------------- |
|           | Протокол | - Реєс 26' - Ангуло 56' |

| «Ель Теньєнте», Ранкагуа Арбітр: Маріо Діас де Вівар (Парагвай) |

| 10 лютого 2019 17:30 |

| Колумбія | 0–0      | Уругвай |
| -------- | -------- | ------- |
|          | Протокол |         |

| «Ель Теньєнте», Ранкагуа Арбітр: Дієго Харо (Перу) |

| 10 лютого 2019 19:50 |

| Венесуела | 0–3      | Еквадор                               |
| --------- | -------- | ------------------------------------- |
|           | Протокол | - Кампана 2' (пен.), 31' - Сегура 90' |

| «Ель Теньєнте», Ранкагуа Арбітр: Арнальдо Саманієго (Парагвай) |

| 10 лютого 2019 22:10 |

| Бразилія              | 1–0      | Аргентина |
| --------------------- | -------- | --------- |
| - Лінкольн 39' (пен.) | Протокол |           |

| «Ель Теньєнте», Ранкагуа Арбітр: П'єро Маса (Чилі) |

## Переможець
| Молодіжний чемпіонат Південної Америки з футболу 2019 |
| ----------------------------------------------------- |
| Еквадор 1 титул                                       |

## Бомбардири
Протягом турніру було забито  60 голів у 35 матчах, з середнім показником 1.71 голів за матч.

## Символічна збірна
До символічної збірної увійшли 11 найкращих гравців турніру на своїх позиціях
| \| Позиція. \| Гравець \| \| ----------- \| -------------------- \| \| Воротар \| Кевін Міер \| \| Захисник \| Дієго Паласіос \| \| Захисник \| Джексон Поросо \| \| Захисник \| Максіміліано Араухо \| \| Півзахисник \| Сантьяго Соса \| \| Півзахисник \| Маркос Антоніо \| \| Півзахисник \| Гонсало Плата \| \| Півзахисник \| Самуель Соса \| \| Нападник \| Хуліан Альварес \| \| Нападник \| Леонардо Кампана \| \| Нападник \| Ніколас Ск'яппакассе \| | Міер Поросо Паласіос Араухо Соса Маркос Антоніо Плата Соса Кампана Альварес Ск'яппакассе |
| Позиція. | Гравець                                                                                  |
| Воротар | Кевін Міер                                                                               |
| Захисник | Дієго Паласіос                                                                           |
| Захисник | Джексон Поросо                                                                           |
| Захисник | Максіміліано Араухо                                                                      |
| Півзахисник | Сантьяго Соса                                                                            |
| Півзахисник | Маркос Антоніо                                                                           |
| Півзахисник | Гонсало Плата                                                                            |
| Півзахисник | Самуель Соса                                                                             |
| Нападник | Хуліан Альварес                                                                          |
| Нападник | Леонардо Кампана                                                                         |
| Нападник | Ніколас Ск'яппакассе                                                                     |

## Кваліфікація на інші змагання

### Молодіжний чемпіонат світу 2019
Наступні чотири команди від КОНМЕБОЛ пройшли кваліфікацію на Молодіжний чемпіонат світу 2019 року.
| Збірна    | Дата кваліфікації | Попередні виступи на чемпіонаті світу1                                                        |
| --------- | ----------------- | --------------------------------------------------------------------------------------------- |
| Аргентина | 7 лютого 2019     | 15 (1979, 1981, 1983, 1989, 1991, 1995, 1997, 1999, 2001, 2003, 2005, 2007, 2011, 2015, 2017) |
| Уругвай   | 10 лютого 2019    | 14 (1977, 1979, 1981, 1983, 1991, 1993, 1997, 1999, 2007, 2009, 2011, 2013, 2015, 2017)       |
| Еквадор   | 10 лютого 2019    | 3 (2001, 2011, 2017)                                                                          |
| Колумбія  | 10 лютого 2019    | 9 (1985, 1987, 1989, 1993, 2003, 2005, 2011, 2013, 2015)                                      |

1 Жирним шрифтом вказані чемпіони того року. Курсив вказує на господарів тогорічного турніру.

### Панамериканські ігри 2019
Наступні чотири команди від КОНМЕБОЛ пройшли кваліфікацію на Панамериканські ігри 2019, включаючи Перу, який кваліфікувався як господар.
| Збірна    | Дата кваліфікації | Попередні виступи на Турнірі2                                                           |
| --------- | ----------------- | --------------------------------------------------------------------------------------- |
| Перу      | 11 жовтня 2013    | 1 (2015)                                                                                |
| Аргентина | 7 лютого 2019     | 14 (1951, 1955, 1959, 1963, 1967, 1971, 1975, 1979, 1983, 1987, 1995, 2003, 2007, 2011) |
| Уругвай   | 10 лютого 2019    | 6 (1963, 1975, 1983, 1999, 2011, 2015)                                                  |
| Еквадор   | 10 лютого 2019    | 3 (1995, 2007, 2011)                                                                    |

1 Жирним шрифтом вказані чемпіони того року. Курсив вказує на господарів тогорічного турніру.

## Транслятори

### Південна Америка
Турнір транслювали наступні телекомпанії з Південної Америки:
| Країна    | Телерадіокомпанія                                                    | Прим. |
| --------- | -------------------------------------------------------------------- | ----- |
| Аргентина | TyC Sports                                                           |       |
| Болівія   | Tigo Sport                                                           |       |
| Бразилія  | SportTV                                                              |       |
| Чилі      | Canal 13 (ігри збірної Чилі), Canal del Fútbol (всі матчі)           |       |
| Колумбія  | Caracol Televisión (ігри збірної Колумбії), Caracol HD2 (всі матчі)  |       |
| Еквадор   | CNT Sports                                                           |       |
| Парагвай  | RPC, Unicanal                                                        |       |
| Перу      | Movistar Deportes (всі матчі), Latina Televisión (ігри збірної Перу) |       |
| Уругвай   | VTV (ігри збірної Уругваю), VeraTV (всі матчі)                       |       |
| Венесуела | La Tele Tuya                                                         |       |